# 2433 Sootiyo
A 2433 Sootiyo (ideiglenes jelöléssel 1981 GJ) a Naprendszer kisbolygóövében található aszteroida. Edward L. G. Bowell fedezte fel 1981. április 5-én.